# Ivan Aralica
Ivan Aralica (ur. 10 września 1930 w Puljane) – chorwacki pisarz, scenarzysta oraz polityk.

## Twórczość
- 1967: Svemu ima svoje vrijeme
- 1970: Filip
- 1971: Konjanik
- 1979: Psi u trgovištu
- 1982: Put bez sna
- 1984: Duše robova
- 1986: Graditelj svratišta
- 1987: Okvir za mržnju
- 1988: Asmodejev šal
- 1989: Tajna sarmatskog orla
- 1991: Zadah ocvalog imperija
- 1994: Knjiga gorkog prijekora
- 1995: Što sam rekao o Bosni
- 1997: Četverored
- 2000: Ambra
- 2002: Fukara
- 2003: Svetinka
- 2004: Puž
- 2006: Sunce
- 2008: Runolist
- 2009: Život nastanjen sjenama
- 2011: Kepec, Carske kočije

## Odznaczenia
- Wielki Order Króla Dymitra Zwonimira (1995)[1]
- Order Chorwackiej Jutrzenki w kategorii kultura (1995)[2]
- Order Ante Starčevića (1998)[3]